# CaixaForum Palma
CaixaForum Palma es un centro cultural español gestionado por la Fundación "la Caixa" que alberga un edificio patrimonial catalogado. Además, exhibe una colección permanente del pintor modernista Hermen Anglada-Camarasa declarada Bien de Interés Cultural en el año 2003.

## Edificio

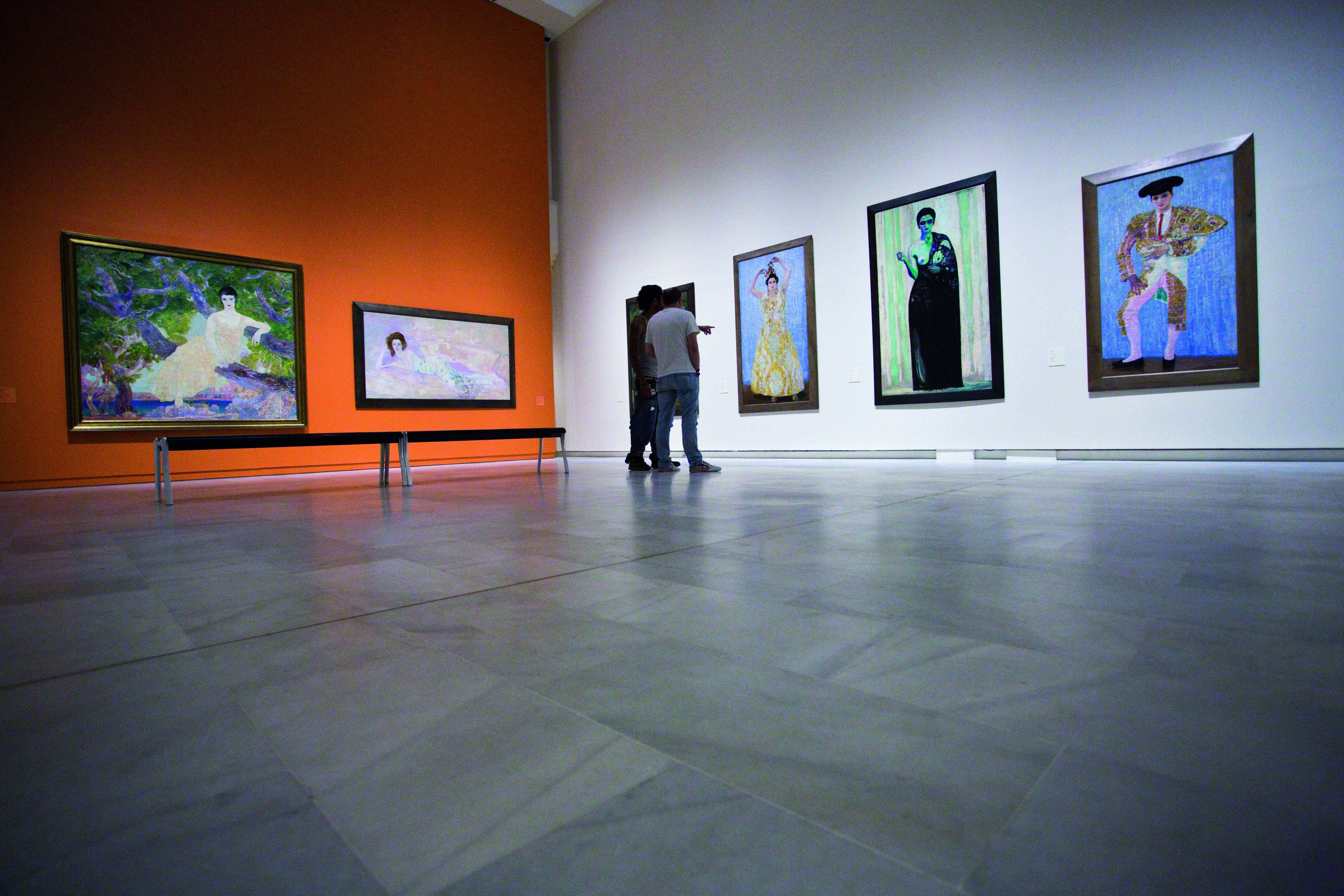
CaixaForum Palma: interior. Sala de exposiciones dedicada al pintor Anglada-Camarasa

Declarado Bien de Interés Cultural por el Ministerio de Cultura en el año 2003, el edificio que acoge la sede de CaixaForum abrió sus puertas al público en 1993, después de un proceso de rehabilitación del Gran Hotel ideado por Lluís Domènech i Montaner junto con el arquitecto mallorquín Jaume Aleñá y el escultor Eusebi Arnau. 
Ejemplo del modernismo catalán de principios del siglo XX, el edificio destaca por el uso del ladrillo, el estuco y la piedra, así como de la cerámica vidriada y el hierro forjado: una gran combinación de diferentes técnicas y materiales artesanales integrados en la arquitectura característica de la época. Detalles de carácter oriental conviven con otros tantos de estética neogótica en una fachada en la que dominan los capiteles decorados con motivos florales y las características baldosas policromadas que la coronan.
Se da especial protagonismo al ángulo en la ubicación de los balcones redondos para conseguir una sensación de continuidad entre las fachadas. Además, cabe destacar la importancia de las aberturas, especialmente en la planta baja: los arcos con ventanales que proporcionan sensación de continuidad entre el interior y exterior.

## Principales exposiciones
Desde su fundación el 1993, el centro ha ofrecido diversas exposiciones temporales, entre las que destacan:
- Arte y mito. Los dioses del Prado (2019)
- Disney. El arte de contar historias (2019)
- Robert Capa en color (2020)
- H. Anglada-Camarasa. Una revisión pictórica. (2020)
- Azul. El color del Modernismo (2020)
- Non finito. El arte de lo inacabado (2021)
- Pixar. Construyendo personajes. (2021)
- Hermen Anglada-Camarasa y Joaquim Mir en Mallorca (2022)

## Principales actividades
Actualmente, se llevan a cabo distintas actividades focalizadas en el arte y la creación, en ciencia, historia y pensamiento, música y artes escénicas, sociedad y cooperación, entre otras, en distintos formatos; por ejemplo, conciertos, talleres, conferencias, proyecciones, visita en exposiciones y en el edificio.
Destacamos algunas actividades como:
- Visita en familia la exposición “Hermen Anglada-Camarasa y Joaquim Mir en Mallorca”.
- Taller sobre estrategias de los seres vivos, ¿Qué tiempo hará mañana? o Luz, color y forma.
- Conferencias y debates sobre agricultura regenerativa.
- Encuentros con Octavi Serra.

## Fundación ”la Caixa”
La Fundación ”la Caixa” ha recuperado edificios de gran interés arquitectónico en las principales ciudades del país para convertirlos en centros de divulgación cultural: una apuesta por el arte y la cultura como fuente de desarrollo personal y social que aporta a las ciudades un punto de encuentro para todas las edades entre conocimiento, personas y espacios dinámicos. 
La Fundación ”la Caixa” también posee otros museos CaixaForum homólogos, tanto finalizados como proyectados, repartidos por varios puntos de la geografía española: CaixaForum Barcelona, CaixaForum Lérida, CaixaForum Madrid, CaixaForum Girona, CaixaForum Palma, CaixaForum Tarragona y CaixaForum Sevilla. 